# Bill Rock
Bill Rock är en klippa i Sydgeorgien och Sydsandwichöarna (Storbritannien). Den ligger i den nordvästra delen av Sydgeorgien och Sydsandwichöarna.
Terrängen runt Bill Rock är huvudsakligen kuperad, men åt nordost är den platt. Havet är nära Bill Rock åt nordost.  Trakten runt Bill Rock är nära nog obefolkad, med mindre än två invånare per kvadratkilometer.